# Акцептор (физика)

Схематическое изображение кремния с акцепторной примесью бора

Акце́птор — в физике твёрдого тела (также полупроводников) примесь в кристаллической решётке, которая придаёт кристаллу дырочный тип проводимости, при которой носителями заряда являются дырки. Термин имеет смысл при ковалентном типе связей между атомами в кристалле.
Акцепторы бывают однозарядными и многозарядными. Например, в кристаллах элементов IV группы периодической системы элементов (кремния, германия Ge) элементы III группы (бор B, алюминий Al, индий In, галлий Ga) являются однозарядными акцепторами. Поскольку элементы третьей группы имеют валентность 3, то три электрона его внешней электронной оболочки образуют химическую связь с тремя соседними атомами, например, кремния в кубической решётке типа алмаза, а электрона для образования четвёртой связи недостает.
Однако при ненулевой температуре с определённой вероятностью четвёртая связь образуется за счет захвата недостающего 4-го электрона у атома кремния. При этом лишенный 4-го электрона атом кремния приобретает положительный заряд. Энергия захваченного акцептором электрона на несколько электронвольт выше энергии потолка валентной зоны. Из-за теплового движения электронов дырка может быть заполнена электроном, отнятым у соседнего атома кремния, при этом тот приобретёт положительный заряд — дырка переместится на этот атом кремния. Поэтому, можно считать, что носителями заряда являются перемещаемые положительно заряженные дырки. При приложении электрического поля дырки начнут упорядоченно двигаться к катоду. Естественно, истинными носителями заряда по-прежнему являются электроны.
Для оценки энергии связи дырок на акцепторах часто используют модель водородоподобного центра, в которой энергия связи находится из решения уравнения Шредингера для атома водорода с учётом того, что дырка в кристалле — квазичастица, эффективная масса которой отличается от массы свободного электрона, а также того, что дырка движется не в вакууме, а в среде с определённой диэлектрической проницаемостью. Такие акцепторы называются мелкими и образуют водородоподобную серию уровней с энергиями, которые можно оценить по формуле:
{\displaystyle E_{a}=E_{V}+R{\frac {m_{h}^{*}}{m_{0}\varepsilon ^{2}}}{\frac {1}{n^{2}}}},
где {\displaystyle E_{a}} — энергия акцепторного уровня,
{\displaystyle E_{V}} — энергия потолка валентной зоны,
{\displaystyle m_{h}^{*}} — эффективная масса дырки,
{\displaystyle m_{0}} — масса свободного электрона,
{\displaystyle \varepsilon } — диэлектрическая проницаемость полупроводника,
{\displaystyle R} — постоянная Ридберга,
{\displaystyle n} — квантовое число, которое принимает значение от 1 до бесконечности (однако в основном важны только состояния с малыми числами {\displaystyle n}).
| Полупроводник | Акцептор | {\displaystyle E_{a}-E_{V}} (мэВ) |
| ------------- | -------- | --------------------------------- |
| GaAs          | C        | 26                                |
|               | Be       | 28                                |
|               | Mg       | 28                                |
|               | Si       | 35                                |
| Si            | B        | 45                                |
|               | Al       | 67                                |
|               | Ga       | 72                                |
|               | In       | 160                               |
| Ge            | B        | 10                                |
|               | Al       | 10                                |
|               | Ga       | 11                                |
|               | In       | 11                                |

Более точный расчёт энергии основного и возбуждённых состояний акцепторных уровней требует учёта локального потенциала примеси, а также наличия во многих полупроводниках нескольких ветвей у закона дисперсии дырок (лёгкие и тяжёлые дырки). Акцепторы, энергия связи которых близка к энергии, оценённой из водородоподобной модели, называются мелкими акцепторами.
Обычно эффективные массы дырок малы в сравнении с массой свободного электрона. Кроме того полупроводники имеют достаточно большие значения диэлектрической проницаемости (порядка 10), так что энергия акцептора примерно в 100—1000 раз меньше энергии электрона в атоме водорода. Именно благодаря этим особенностям акцепторные уровни во многих полупроводниках полностью ионизованы уже при комнатной температуре. Учитывая этот факт, волновые функции мелких акцепторных уровней простираются на много периодов кристаллической решётки, имея радиус намного больше чем радиус Бора.
Энергии ионизации атома акцептора в кремнии (разность энергии уровня акцептора и энергии потолка валентной зоны {\displaystyle E_{a}-E_{V}}) приведена в таблице.